# Église Saint-Martin de Mazerat
Pour les articles homonymes, voir Église Saint-Martin.
L'église Saint-Martin est une église catholique située dans la commune de Saint-Émilion, dans le département de la Gironde, en France. L'église est classée au titre des Monuments historiques depuis 1920.

## Localisation
L'église est située dans la commune de Saint-Émilion depuis la fusion, sous la Révolution française, en 1790, avec la paroisse de Saint-Martin de Mazerat qui était jusqu'alors une paroisse à part entière.

## Historique
La construction de l'édifice est engagée entre la fin du XIe et le début du XIIe siècle. La plaque de consécration de l'église se trouve dans l'abside, derrière l'autel, sur le mur nord. Une comparaison des plaques de consécration dans les églises de Saint-Émilion, Saint-Sulpice-de-Faleyrens et Saint-Martin suggère qu'elles furent toutes consacrées dans la même année, vers 1080. Il est fait mention, dans les archives de l'archevêché de Bordeaux, de l'église Saint-Martin-de-Mazerat dès 1110, lors de la réforme du chapitre de Saint-Émilion.
Plusieurs étapes marquent son histoire : en 1575-1576, le dernier étage de la tour de l'église est démolie par les jurats de Saint-Émilion afin d'empêcher les Huguenots d'en faire leur forteresse pendant les Guerres de religion.
Une campagne d'embellissement a lieu entre 1752 et 1776 qui comprend la création du portail ouest daté de 1776 et la modification des baies de l'abside (un linteau porte la date de 1752). L'autel du sanctuaire est de style XVIIIe siècle.
Au XIXe siècle, la façade ouest est rebâtie et percée d’un nouveau portail.
| - Vue façade nord-ouest - Vue façade sud-est - Abside sud - Abside nord |

L'église est classée en totalité au titre des monuments historiques par arrêté du 10 décembre 1920.
- Le porche sud a été probablement détruit après ce classement.
- Le clocher a été restauré en 1975, les couvertures de la nef, de l'abside et du porche ouest en 1984.
- Enfin, la voûte lambrissée et les vitraux de la nef ont été réalisés en 1993.
- En novembre 2014, le clocher a été restauré et la cloche résonne de nouveau.

Saint-Martin-de-Mazerat est l'église du cimetière de Saint-Émilion et un monument intime pour les Saint-Émilionnais.
L'église est aujourd'hui désaffectée. La mairie souhaite, à travers sa restauration, une réouverture au public.

## Architecture
L'église Saint-Martin se compose de trois parties distinctes : nef, chœur, abside. Elle est très longue par rapport à sa largeur : 38 m de l'entrée au fond de l'abside et de 6 à 7 m d'un mur à l'autre de la nef. Les dimensions exactes sont : abside 6,32 m x 4,50 m ; chœur 5,77 m x 6,60 m ; nef 27,87 m x 6,60 m.
Des contreforts plats, romans, flanquent extérieurement tout l'édifice.
La nef
| - Portail occidental |

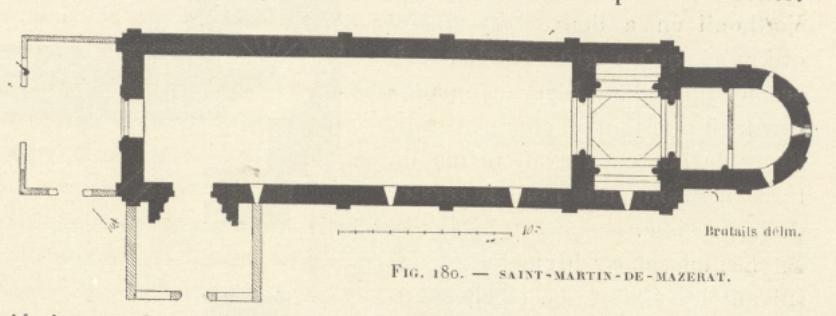
Plan de l'église par J.-A. Brutails (1912).

L'entrée dans l'édifice se fait par un porche côté ouest ou latéralement côté sud par un portail roman à voussures et chapiteaux sculptés. Le portail occidental actuel, qui date de 1776, est très simple. Il est précédé d'un porche carré de 6,0 m x 6,0 m.
| - Autels de St Michel et de la Vierge (Brutails c 1900) |

La nef unique est voûtée en lambris. Elle est garnie dans toute sa longueur et de chaque côté, d'une banquette de pierre.
La nef et le chœur reçoivent le jour par de hautes et étroites fenêtres oblongues.
Appuyés contre les piliers du chœur se trouvent deux autels, dédiés, l'un à saint Michel, l'autre à la Vierge.
Appendu à la voûte se balance un navire qui perpétue sans doute une tradition d'Ex-voto chère aux mariniers et rappelle que le port naturel de Saint-Emilion et de Mazerat était Pierrefitte, village situé juste à la courbe la plus rapprochée de la Dordogne et qui se trouve aujourd'hui dans la commune de Saint-Sulpice-de-Faleyrens.
Le chœur
| - Chapiteaux du chœur (Piganeau 1876) |

Le chœur est voûté en pierre. Quatre grands arceaux formés de plusieurs arcs en retrait reposent sur autant de gros piliers composés de colonnes et de pilastres ; une colonne de chaque côté de l'arc qui sépare la nef du sanctuaire et deux colonnes sur chacun des piliers nord-est, sud-est, soit donc six colonnes en tout, dont les chapiteaux variés présentent : des feuillages ; des têtes humaines ; une torsade. Le seul chapiteau historié sur une colonne du pilier sud-est représente un animal dévorant un personnage renversé, et, derrière l'animal, se trouve un second personnage.
| - Niche (Brutails c 1890) |

Les arcades de l'arc triomphal sont entourées d'une archivolte à dents de scie ou d'imbrications. Ces quatre arceaux supportent une coupole ou calotte hémisphérique (influence du style de la cathédrale Saint-Front de Périgueux). La base de la coupole est octogonale et un seul de ces pans coupés est orné de sculptures. C'est une tête humaine grossièrement façonnée au-dessous de trois moulures superposées.
Extérieurement, le plan de l'église n'est pas celui d'une croix latine. Cependant, à l'intérieur, au nord et au sud du chœur, se trouvent deux niches qui forment un faux transept. Les « transepts », non-saillants à l'extérieur, n'ont de profondeur que la différence de largeur de la nef et de l'abside, soit environ un mètre. C'est par le « transept » nord que l'on accède au clocher.
L'abside
| - Plaque de consécration (Piganeau 1876) |

Un mur, contre lequel s'appuie l'autel principal, divise l'abside en deux parties, dont la plus extrême sert de sacristie.
Tout à côté de la fenêtre absidiale du nord se trouve la plaque de consécration de l'église.
Les trois fenêtres absidales se composent de baies oblongues surmontées d'une arcade en plein-cintre, sans ornement ; les baies des fenêtres nord et sud sont placées en dehors de l'axe de l'arcade et tournées chacune du côté du chœur.
Sur la fenêtre rectangulaire du sud, au-dessus du cintre, on lit la date 1752, époque sans doute d'une restauration.

### Iconographie romane extérieure
| - Cadran canonial |

L'iconographie romane se limite aux
- Portail sud, à trois voussures en retrait. Quatre colonnes portent des chapiteaux sculptés.
- Le clocher carré est aujourd'hui à deux étages.
- La corniche de l'abside est supportée par 23 modillons sculptés.
- Une curiosité se trouve gravée sur le mur sud de la nef : un cadran canonial de forme triangulaire — base en haut, pointe en bas — au lieu du demi-cercle habituel. Ces cadrans solaires primitifs étaient utilisés par le clergé pour déterminer le moment de la journée pour pratiquer certaines actes liturgiques.

### Le portail sud
Le portail sud est à trois voussures. La porte elle-même s'ouvre sous une arche brisée, sans décoration. Le tympan du portail est également sans décoration. Un porche, qui protège le portail, a été démonté au début du XXe siècle. Le portail est actuellement dans un mauvais état de conservation.
| - Ébrasure occidentale |

| - Ébrasure orientale |

| - Portail méridional |

|  |

|  |

|  |

|  |

- Le grand arc présente une rangée de larges étoiles et repose du côté de l'ouest sur le tailloir en damier d'un chapiteau sur lequel on distingue un groupe de personnages, debout, accroupi ou renversés. On peut distinguer un personnage humain, nu, et sur l'astragale les traces griffues des pattes d'un monstre. Il s'agit probablement d'une représentation d'un homme qui a mis sa main dans la gueule d'un lion. Le tailloir du chapiteau est décoré avec un damier.

Du côté de l'est, cet arc s'appuie sur un tailloir simple surmontant un chapiteau figurant des quadrupèdes.
Sur la face sud de la corbeille, avec la tête placée à l'angle, un lion. Sous ses pattes, un petit animal (lionceau ?) est renversé sur le dos.
Sur la face occidentale de la corbeille on voit les traces de deux autres animaux : un lion rampant et peut-être un cheval qui se cabre. La queue du lion se mélange avec la langue du lion sur l'angle pour former un entrelacs.
- L'arc médian formé d'un simple boudin qui se prolonge jusqu'en bas est intercepté seulement du côté est par un chapiteau à échiquier.
- Le petit arc, sans ornementation, repose à l'ouest sur un chapiteau décoré avec une rangée de palmiers surmontée d'une frise d'entrelacs simple.

À l'est le chapiteau est décoré par un entrelacs simple et le tailloir d'un damier.

### Le clocher
| - Le clocher |

| - Façade ouest - Façade sud |

Au-dessus du chœur s’élève une masse trapézoïde extérieurement, formant coupole à l'intérieur, supportant un clocher carré de deux étages. Primitivement, ce clocher était plus élevé, car, pendant les Guerres de Religion, vers 1575 ou 1576, les huguenots était cantonnés à Castillon et dans la tour de Faize près de Lussac, le maire et les jurats de Saint-Émilion craignant que le clocher ne leur servît de forteresse, le firent raser, détruisirent les galeries qui le couronnaient et portèrent les cloches dans leur ville.
Le premier étage de ce clocher est pourvu sur chacune de ses faces de deux fenêtres en plein-cintre formées de deux arcs en retrait entourés d'une archivolte chargée tantôt de zigzags, tantôt d'étoiles, et s'appuyant sur des bandeaux de même ornementation.
Les arcs supérieurs des fenêtres sud et est reposent chacun sur deux colonnettes dont les tailloirs sont ornés de points ou de zigzags, et la corbeille, de simples épannelures ou de têtes d'animaux aux angles supérieurs.
Les fenêtres nord et ouest n'ont pas ou n'ont plus de colonnettes ; elles sont, d'ailleurs, en partie bouchées jusqu'à la hauteur du bandeau.
La décoration principale du clocher se trouve dans la frise de séparation entre le premier et le deuxième étages. La frise, en « dents de loup », est présente sur chaque côté du clocher. Sous la frise, sur chaque façade, se trouvent quatre ou cinq modillons. Seuls les modillons situés sur les façades ouest et sud sont figurés.
Les sculptures sur la façade sud sont : trois coquillages, un diablotin, un fléau, un monstre et un homme nu.
Sur la façade ouest les modillons représentent des dessins géométriques.
La partie supérieure du second étage s'est ressentie de la démolition du XVIe siècle ; les cintres ont disparu ; trois faces seulement ont conservé leurs colonnettes dont les chapiteaux sont à peu près méconnaissables. La face occidentale ne présente qu'une baie oblongue arrondie au sommet, dépourvue de toute espèce d'ornement ; le mur est ici est plus élevé et supporte une petite croix. Peut-être cette face a-t-elle été consolidée au XVIe siècle ou plus tard, et ce travail aura-t-il fait disparaître une fenêtre semblable aux trois autres ?

### Les modillons de l'abside
L'abside semi-circulaire en retrait sur le chœur est divisée en cinq pans. Elle est pourvue d'une corniche garnie d'imbrications, et reposant sur 22 modillons. Malheureusement, ils sont tous plus au moins érodés, mais suffisamment préservés pour que l'on puisse identifier les thèmes représentés, qui sont des "classiques" de l'art roman, : la tentation de l'Homme par les émissaires du Mal et les péchés capitaux : bêtes maléfiques, monstre se tirant les commissures, l'eucharistie sacrilège, un couple qui s'embrasse, l'homme qui écoute les paroles des serpents, un monstre crachant des rinceaux, des têtes et figures humaines, quelques dessins géométriques. (Voir Iconographie des modillons romans pour plus de détails).

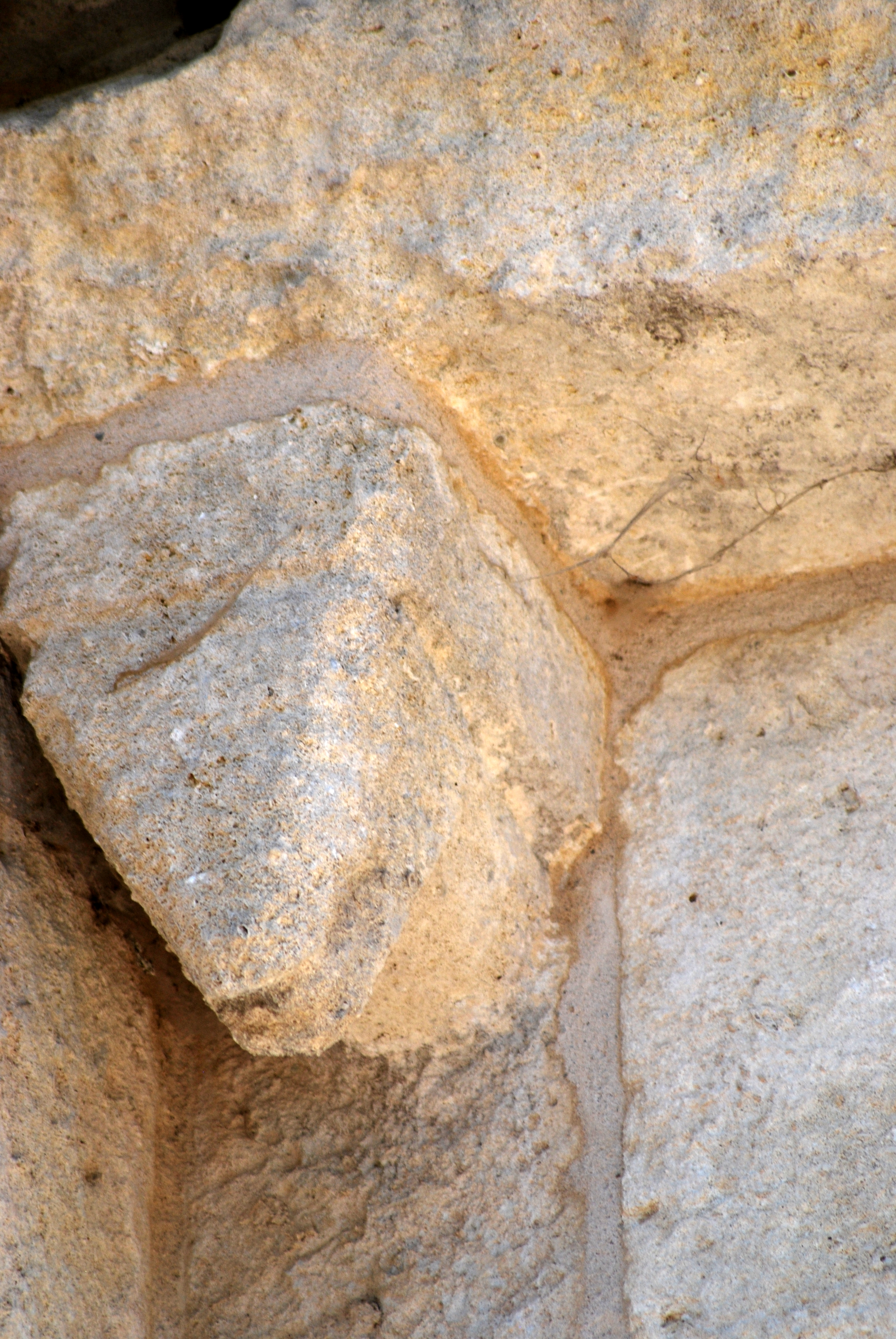
Bête
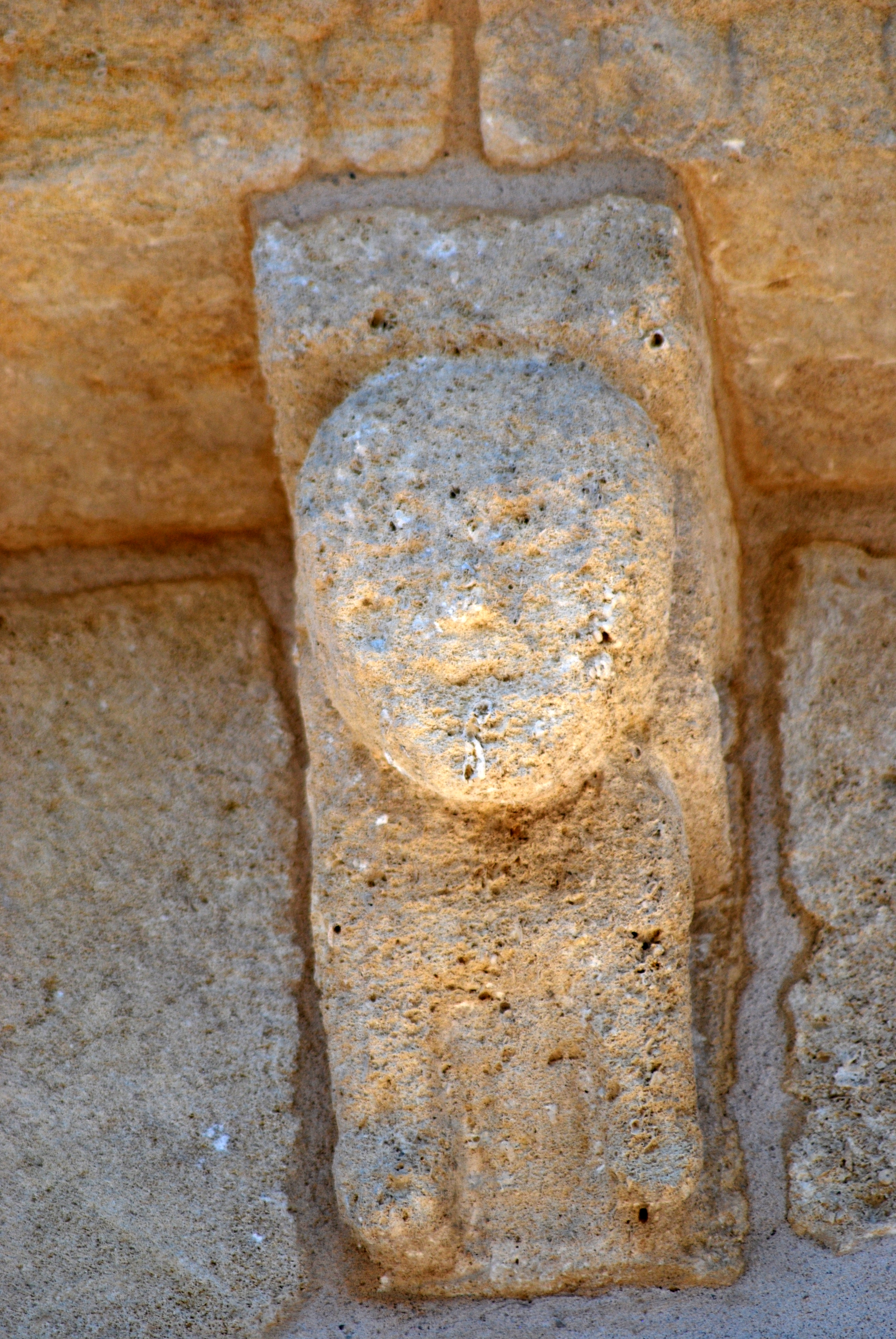
Figure humaine
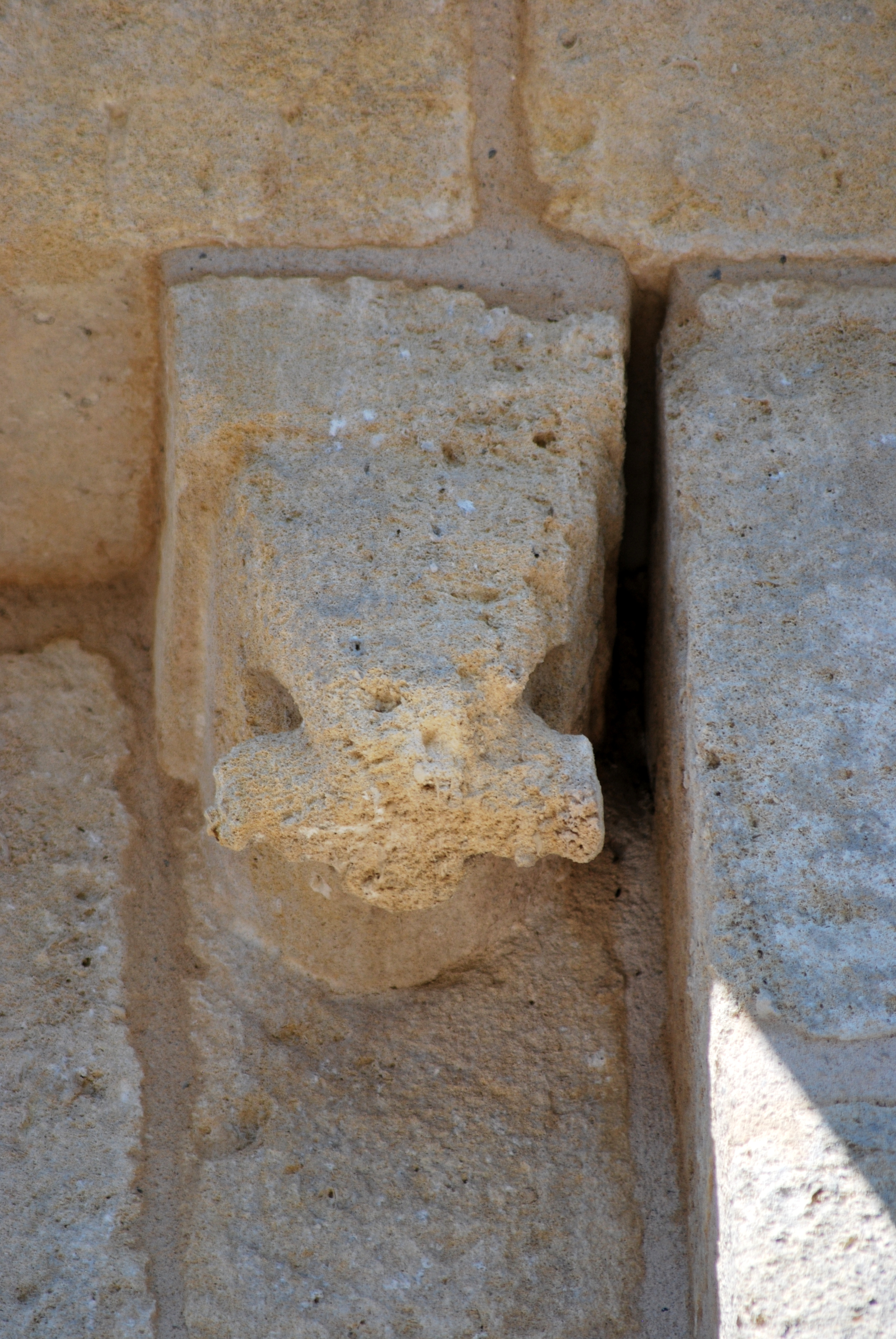
Bête tenant un bâton
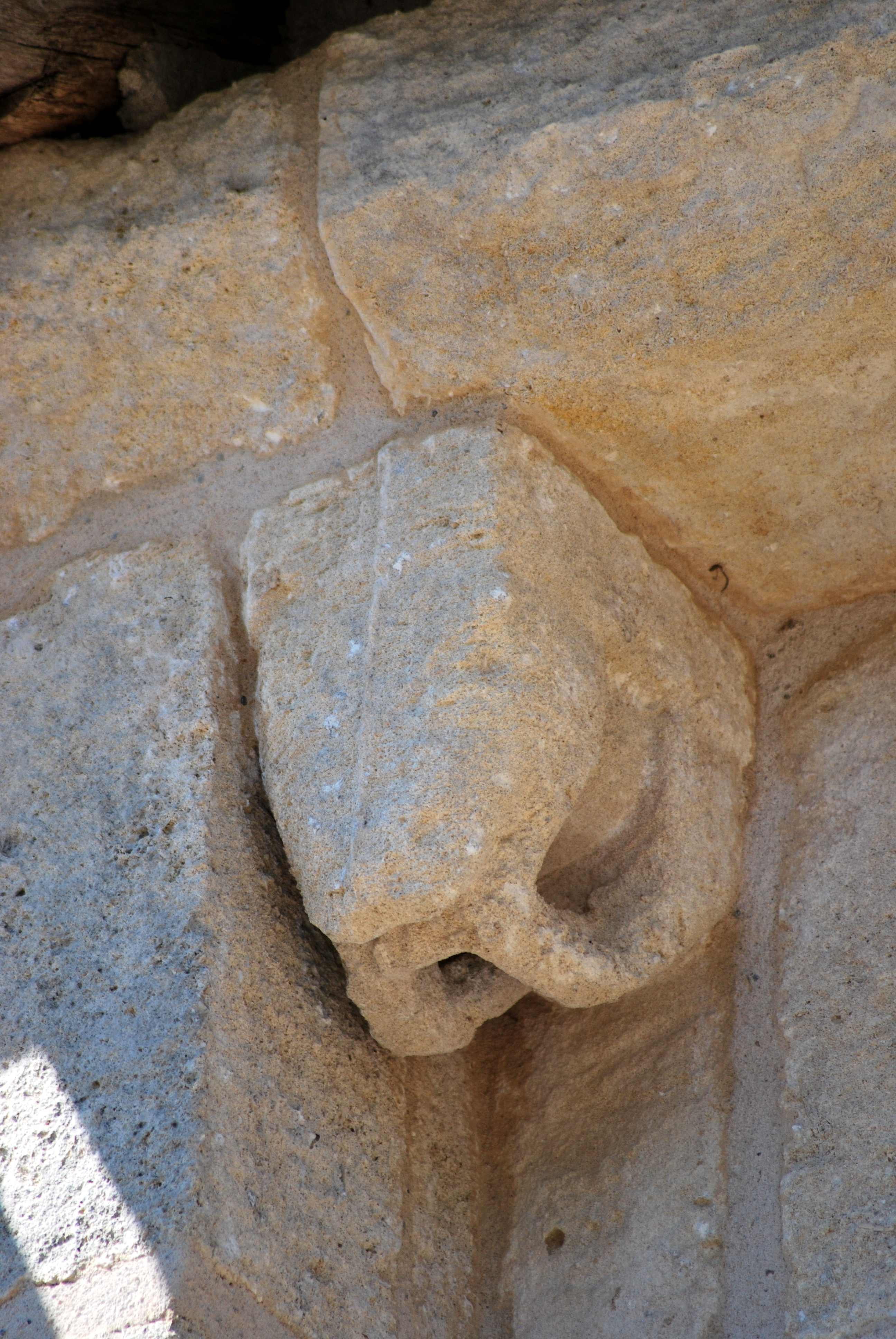
Monstre se tirant les commissures
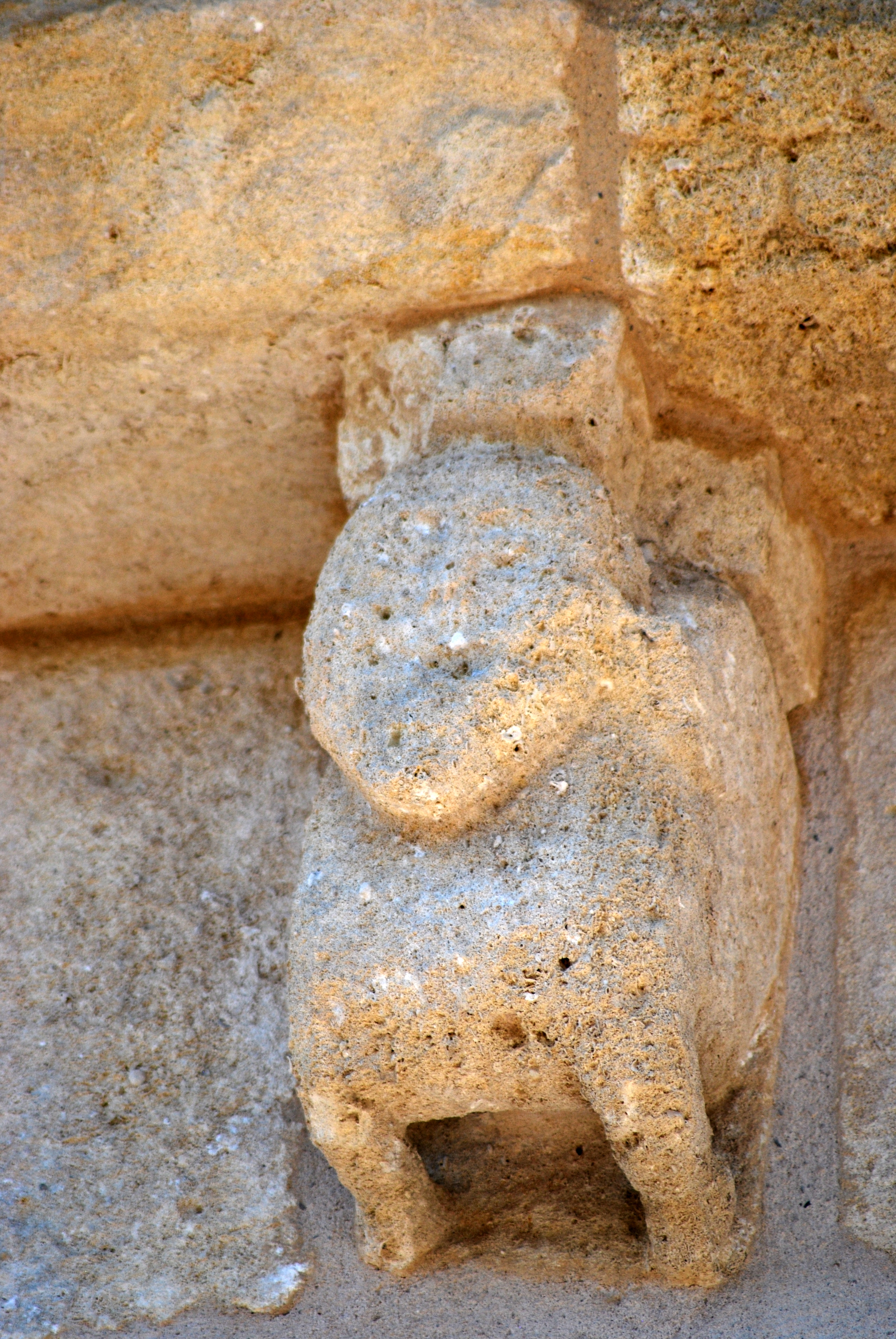
Figure humaine
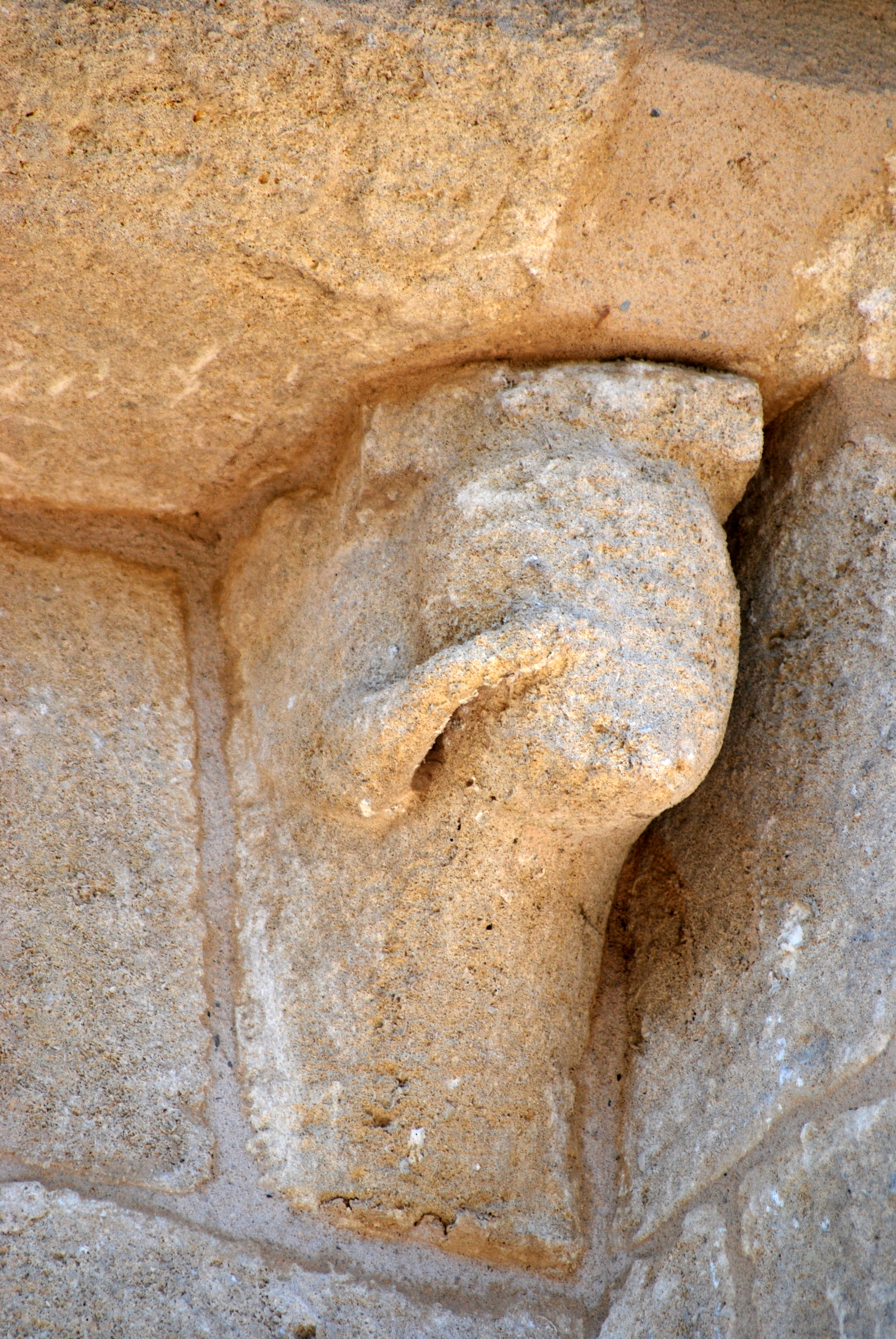
érodé
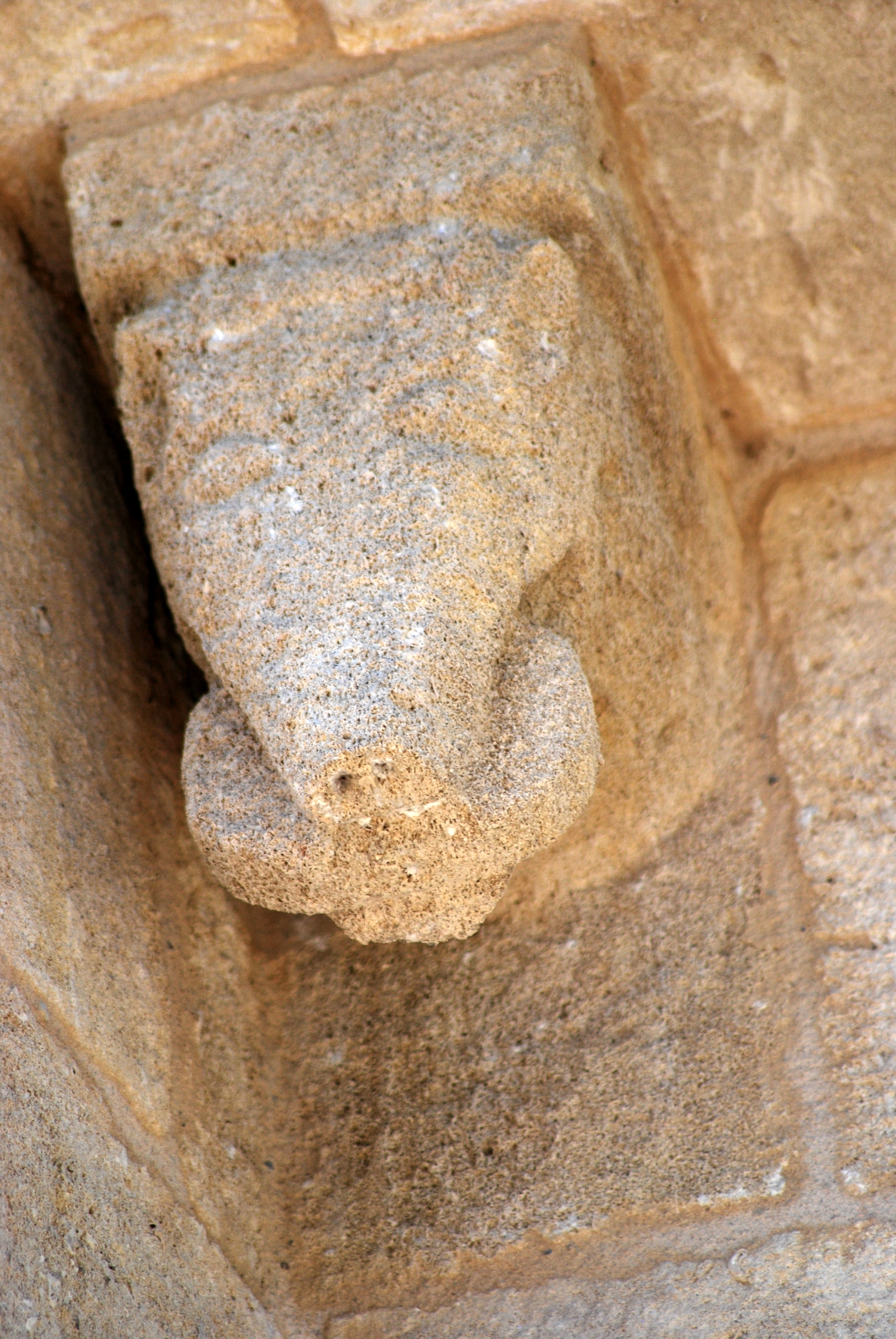
Bête avec hostie
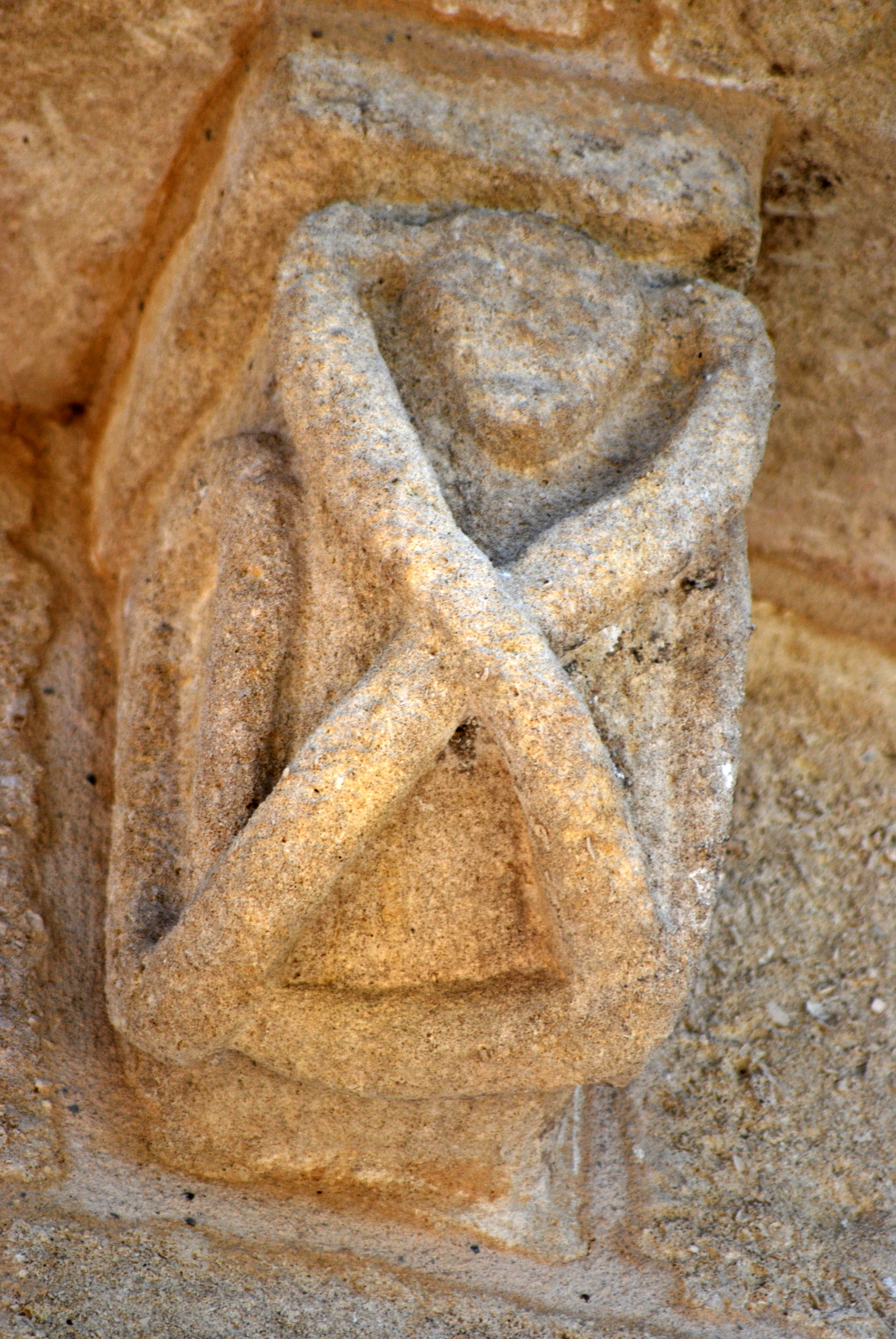
Homme écoutant les serpents
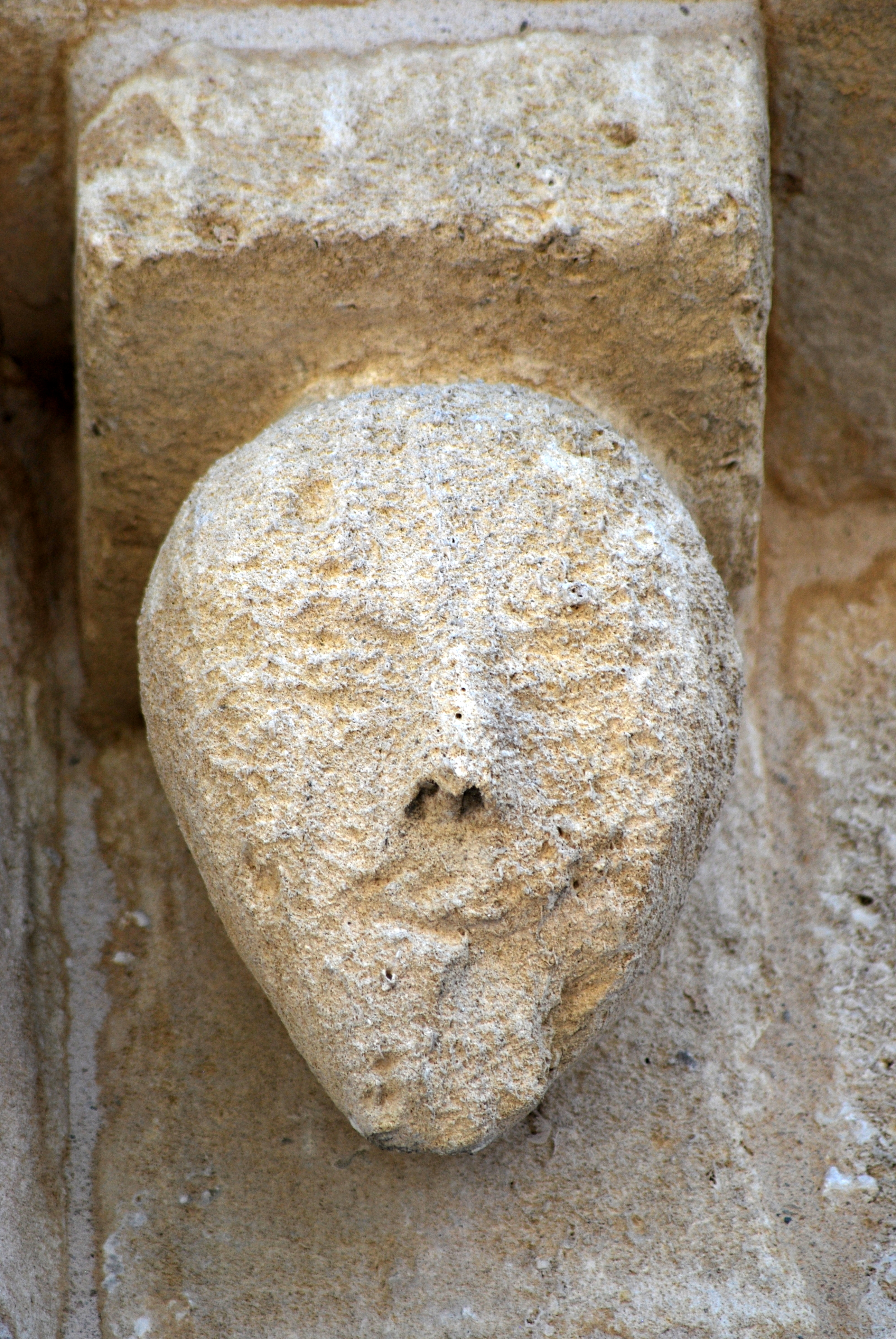
Tête d'homme
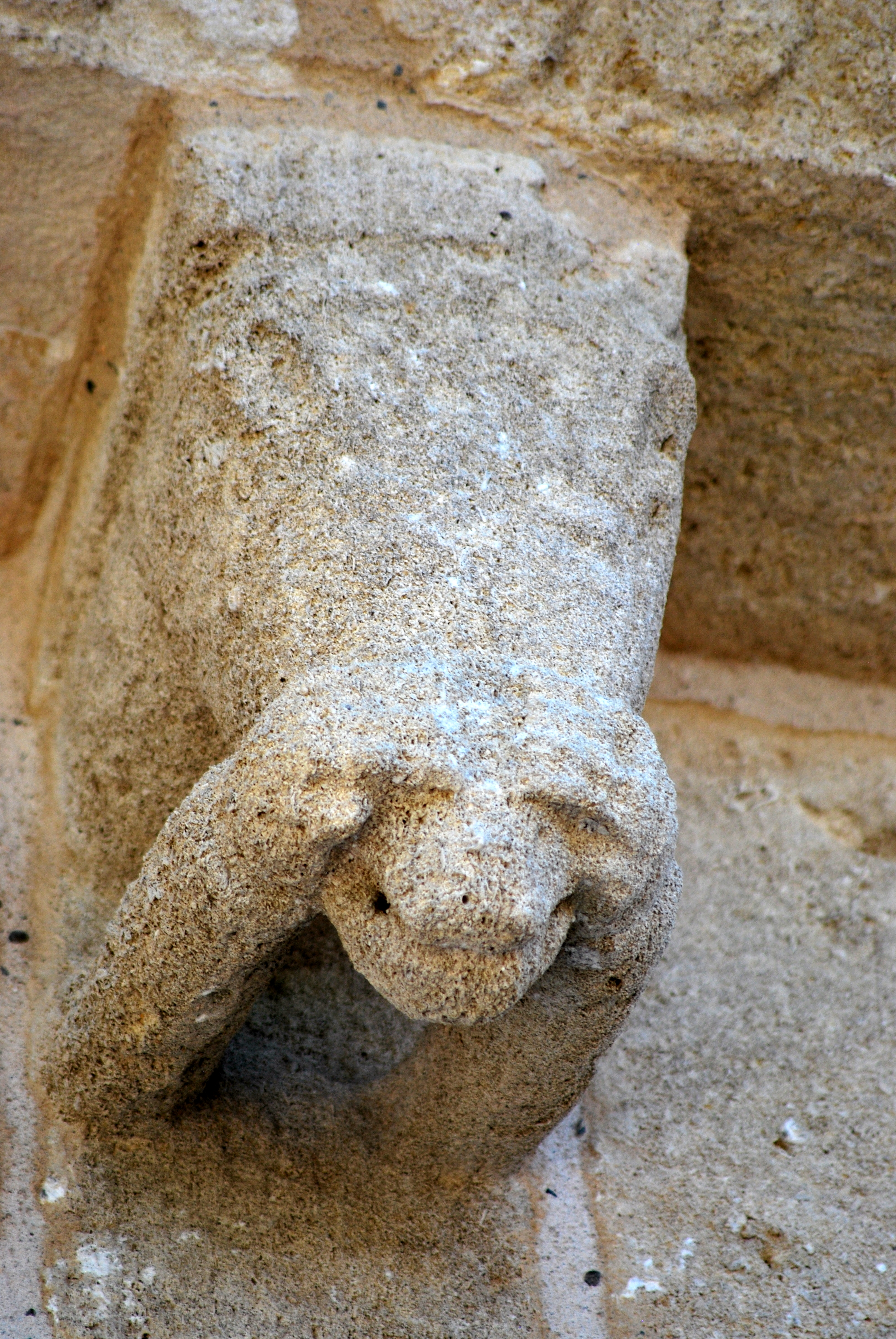
Monstre, mains dans la gueule
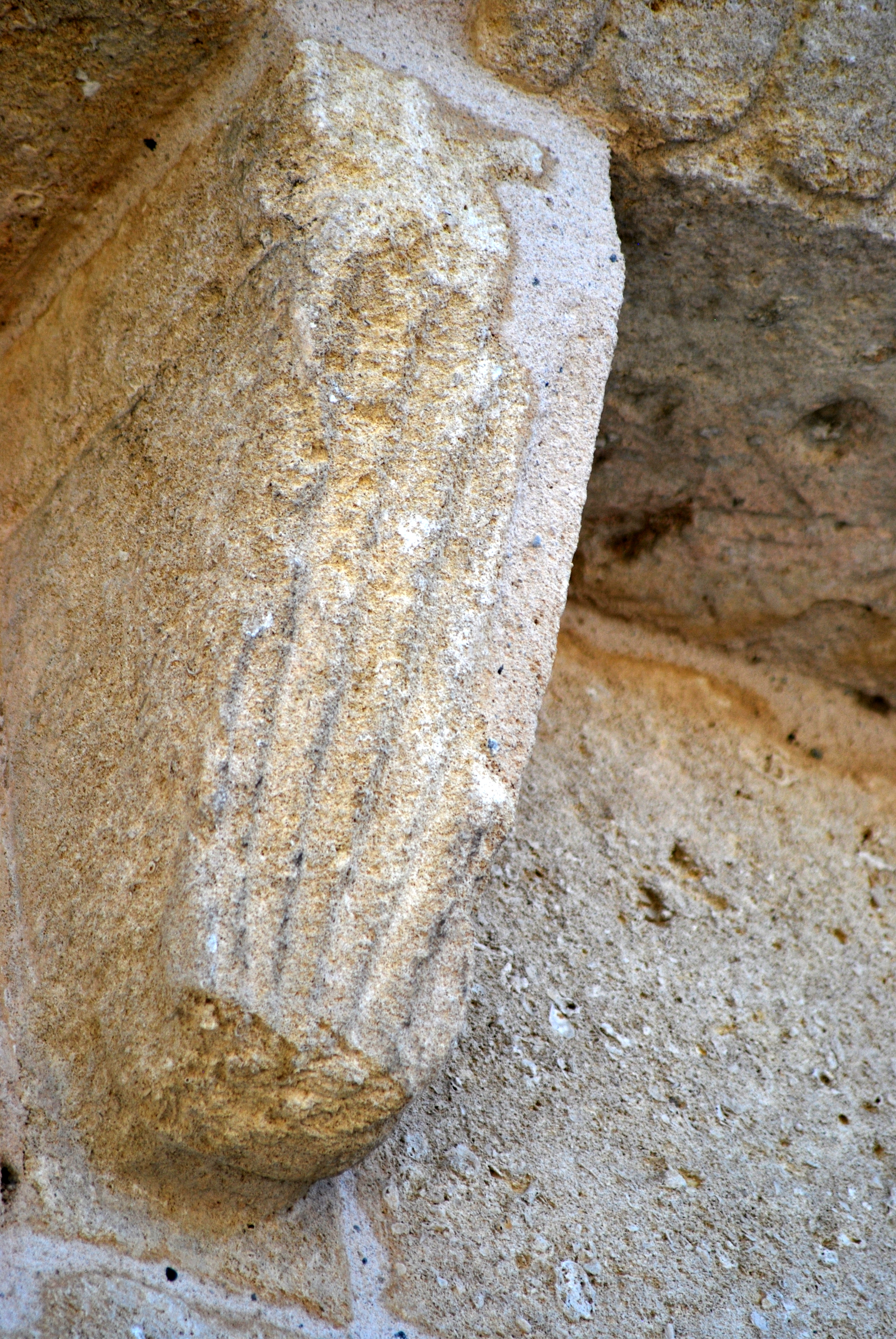
Figure géométrique
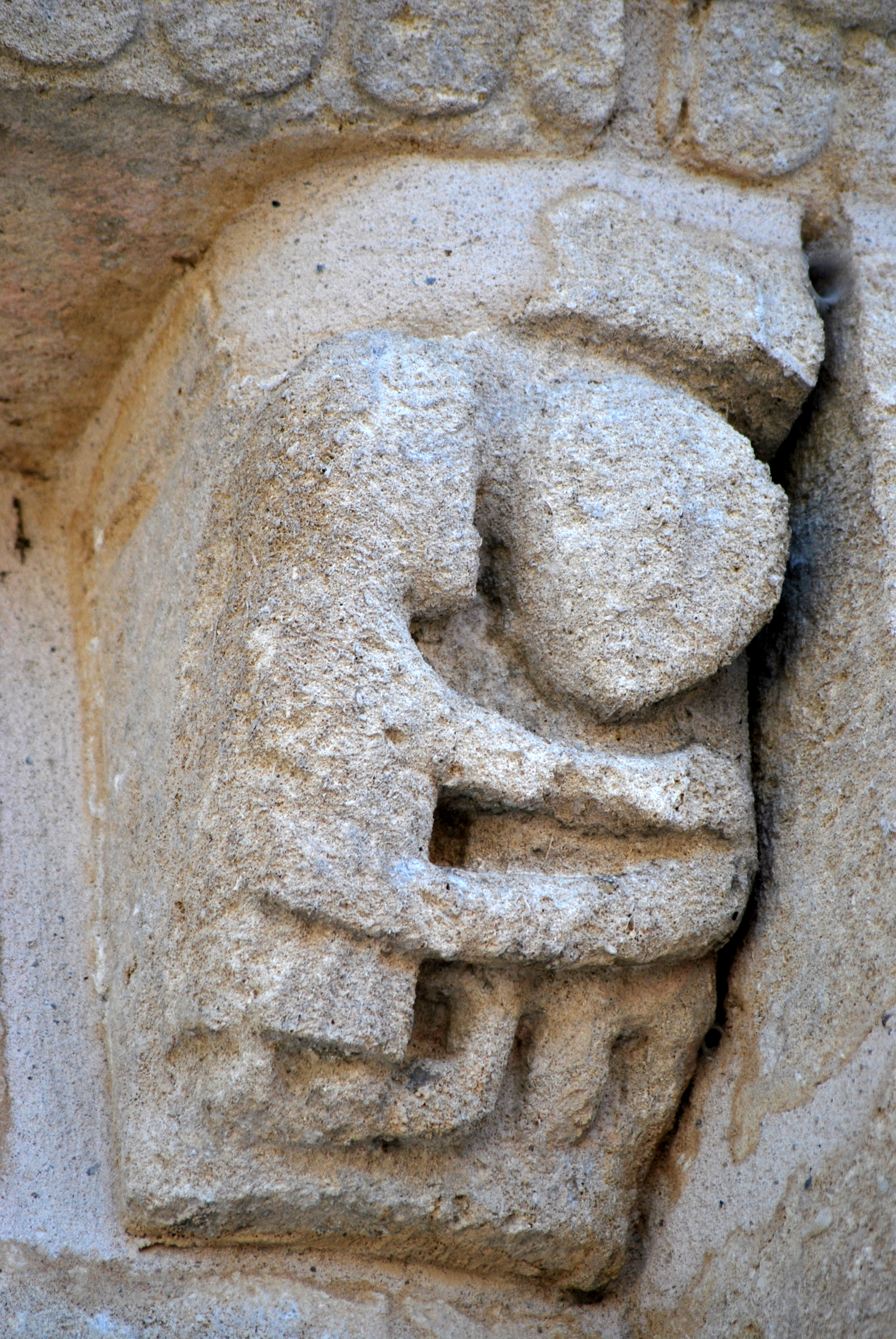
Couple qui s'embrasse
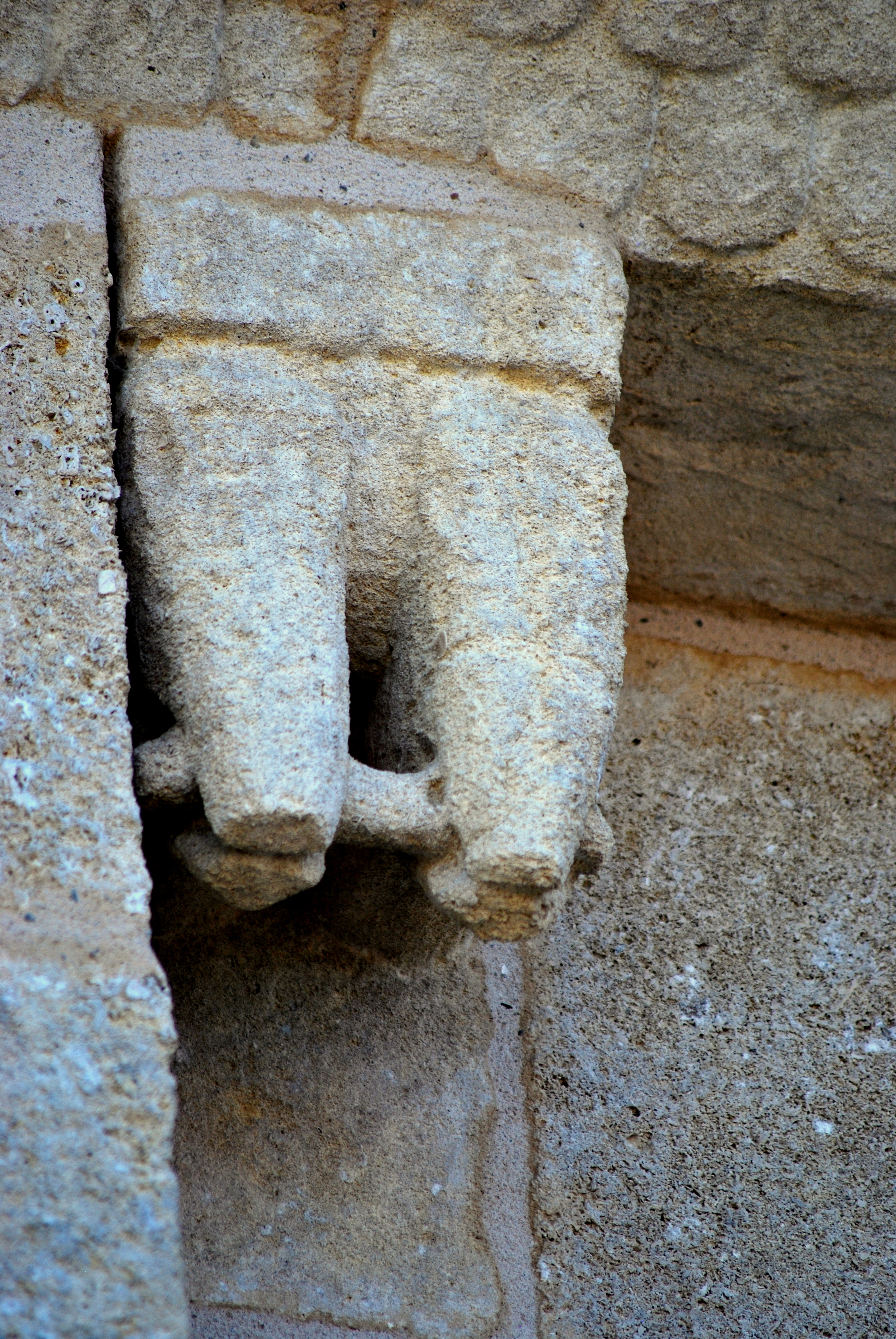
Deux bêtes tenant un bâton
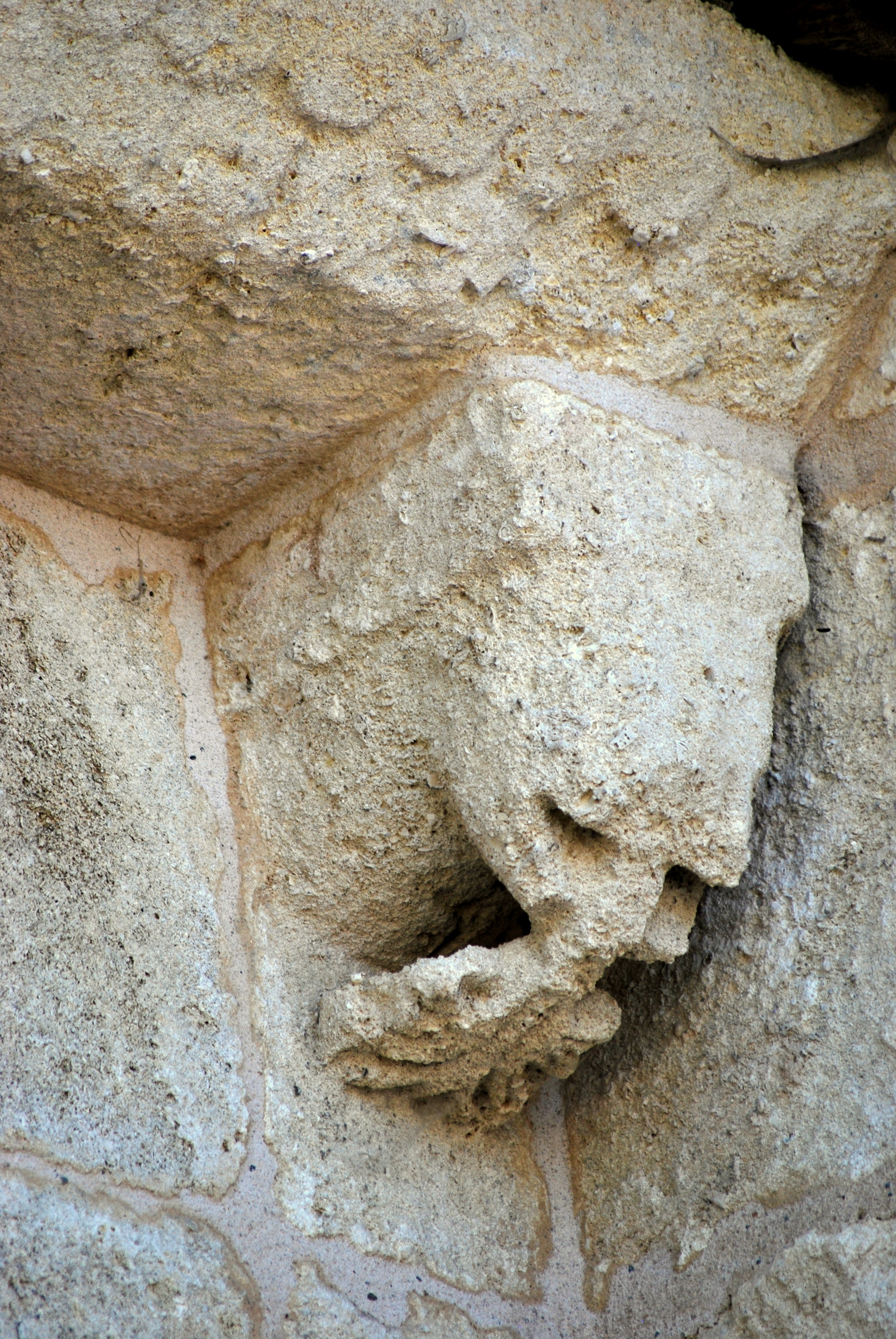
Monstre crachant des rinceaux

## La plaque de consécration
La plaque de consécration se trouve près de l'autel, sur le mur nord de l'abside. Malheureusement, l'année n'y figure pas, seulement le jour du mois de janvier.
Les caractères sont en majeure partie gravés en creux et ont été repassés d'une couleur noire ; quelques lettres du mot BEATI, EATI sont seulement peintes en ocre rouge sur le mur. Les deux lettres I, plus petites que les autres du mot DEDICATIO sont inscrites dans les lettres D et C. Les deux premières lettres du mot MARTINI ont disparu.
En ce qui concerne l'année, Arnaud II Géraud de Cabanac, l'archevêque de Bordeaux, (1103-1130), réformant le monastère de Saint-Émilion en 1110, lui donna les bénéfices de plusieurs églises, entre autres, de Saint-Martin. Donc, l'église était consacrée avant cette date.
| - St Martin de Mazerat - St Émilion - St Sulpice de Faleyrens |

Léo Drouyn propose de cerner la date de la consécration, d'abord par le style d'insertion d'une lettre dans une autre lettre.
Ce n'est que dans le cours du XIIe siècle qu'a été abandonné l'usage d'insérer les lettres les unes dans les autres. Ici, cet usage existe encore, mais pas d'une manière aussi frappante que dans l'inscription autour du chrisme sur la plaque de consécration de Saint-Macaire, qui date de 1038. Donc la plaque est postérieure à cette date.
Dans le voisinage de Mazerat, il existe deux autres églises, toutes les deux possédant des plaques de consécration très semblables. Il s'agit de l'église de Saint-Sulpice-de-Faleyrens et de l'église monolithe de Saint-Émilion. Les trois églises possèdent les caractéristiques de la fin du XIe siècle et ont dû être consacrées en même temps.
On ne trouve que la date du mois, sans celle de l'année. Les lettres ont à peu près la même forme, et le style est le même. C'est donc dans l'intervalle d'un mois environ que ces trois églises ont été consacrées, la même année.
Les cérémonies de consécration ont dû être faites par Joscelin de Parthenay, archevêque de Bordeaux (1060-1086), vers l'an 1080, à l'époque où il fit rentrer sous son autorité le monastère de Saint-Émilion.

## Sainte-Marie-de-Mazerat
À quelques centaines de mètres au-dessous de l'église, au pied du coteau, se trouvait une vieille chapelle dédiée à la Vierge.
|  |

La chapelle de Sainte-Marie-de-Mazerat faisait partie d'un ermitage occupé par une confrérie fondée en 1615 par le cardinal François de Sourdis. La chapelle est le seul élément qui subsiste et, aujourd'hui, elle fait partie d'un domaine viticole : Château l'Hermitage, qui produit un vin d’Appellation Contrôlée Saint-Émilion.
L'histoire de l'ermitage n'est pas bien documentée. J-B. Souffrain, dans son histoire de Libourne suggère que l'occupation du site remonte à l'époque gallo-romaine et que Aliénor d'Aquitaine a fait restaurer une église existant en 1140. Par contre R. Guinodie dans son Histoire de Libourne a émis des doutes et affirme que l'ermitage et la chapelle datent du XVIIe siècle. Cependant, le clocher carré de la chapelle, coiffé d’un toit en pavillon, est percé de baies en plein-cintre qui sont du style du XIIIe siècle, ce qui suggère que l'origine de l'édifice est assez ancienne.
À partir de 1615, on trouve quelques traces dans les archives de archevêché, en rapport avec l'ermitage Sainte-Catherine de Cambes et l'ermitage Sainte-Catherine de Lormont et quelques difficultés administratives.